# Гірничий енциклопедичний словник

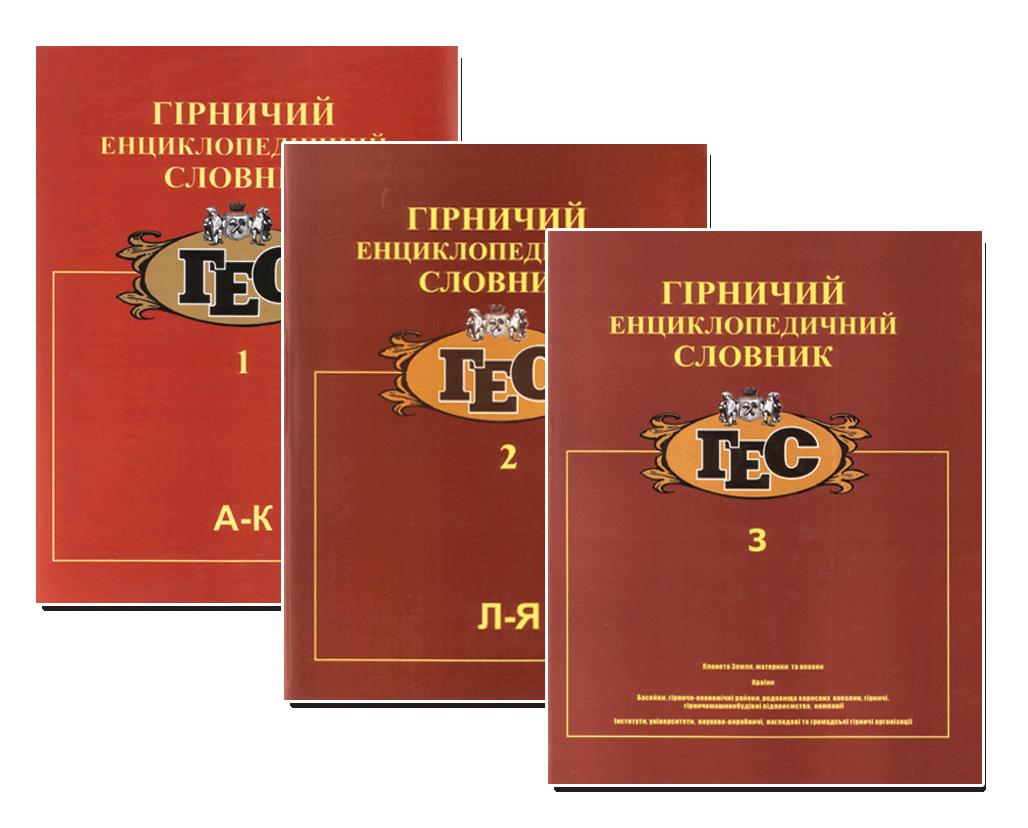
Гірничий енциклопедичний словник.

Гірничий енциклопедичний словник — спеціалізований енциклопедичний словник, присвячений гірничій науці та техніці. По суті перша українська гірнича енциклопедія. Автор ідеї та керівник проєкту, голова редакційної колегії — д.т.н., проф. Білецький Володимир Стефанович. Видавництво — «Східний видавничий дім» (Донецьк).

## Про словник
Словник містить 12700 статей і є фактично першою вітчизняною енциклопедією з гірництва. У 2 рази більша за кількістю термінів, ніж останнє 5-томне видання «Горной энциклопедии» (1980-1984 років), що нині вже застаріла. Загалом І-ІІІ том Словника містить 1896 сторінок, обсяг — 281,4 друк. аркушів.
В 1-му та 2-му томі подана інформація, яка відображає світовий досвід пошуку, розвідки, видобування і первинної переробки всіх видів мінеральної сировини, наукові аспекти утворення і розташування корисних копалин у надрах, питання охорони праці, гірничого законодавства, охорони довкілля при експлуатації надр.
3-й том містить систематичну інформацію про басейни, найбільші родовища корисних копалин, описи територій країн, континентів, океанів як об'єктів гірничої науки та практики, відомості про вітчизняні та закордонні виробничі об'єднання та фірми, що працюють у гірничій промисловості, гірничому машинобудуванні, а також дані про інститути, університети, науково-виробничі і громадські організації гірничого профілю.
Терміни в Словнику подані українською, російською, англійською та німецькою мовами. Опис терміна виконано українською мовою. Особливо важливі статті мають розгорнутий характер. Статті типізовані, застосована система посилань.
Таким чином, словник є одночасно і тлумачним, і перекладним багатомовним.
| № тому  | Літери та тематика статей | Кількість термінів (статей) | Кількість сторінок (кольорових вставок) | Формат сторінки | Тираж | Рік видання |
| Том № 1 | А — К | бл. 5000                    | 512 (8)                                 | 200*260 мм      | 1000  | 2001        |
| Том № 2 | Л — Я | бл. 6000                    | 632 (8)                                 | 200*260 мм      | 1000  | 2002        |
| Том № 3 | Океани, материки, країни, басейни, родовища, гірничі підприєвства, компанії, інститути, університети, наглядові та громадські гірничі організації | бл. 1200                    | 752 (8)                                 | 200*260 мм      | 1000  | 2004        |

Гірничий енциклопедичний словник за структурою, побудовою статей, їх типізацією, обсягом — по суті історично перша українська гірнича енциклопедія, де подано збалансовану національну терміносистему в гірничій галузі. Водночас — це етапний проєкт, який задуманий як основа для подальшої роботи — «Малої гірничої енциклопедії».

## Перший том
1-й том має алфавітну побудову і вміщує бл. 5000 термінів та терміносполучень на літери від «А» до «К».
Рік видання — 2001. 512 с. формату А4. 8 кольоворових сторінок-вставок (А4).

### Редакційна колегія
В. С. Білецький, д.т.н. (голова редакційної колегії, автор ідеї та керівник проєкту);
В. С. Бойко, д.т.н.(нафта та газ); О. А. Золотко, к.т.н.(збагачення корисних копалин);
В. І. Саранчук, д.т.н.; К. Ф. Сапицький, д.т.н.; Б. С. Панов, д.т.н.; В. В. Мирний, к.т.н.;
В. Н. Амітан, д.е.н., А. Ю. Дриженко, д.т.н.; А. П. Загнітко, д.філол.н.; О. В. Колоколов, д.т.н.

### Авторський колектив
В. С. Білецький, д.т.н. — понад 50 % статей; В. С. Бойко, д.т.н. — бл. 20 % статей; О. А. Золотко, к.т.н. — бл. 500 статей; В. І. Саранчук, д.т.н., В. Г. Суярко, д.г.-м.н., В. В. Мирний, к.т.н., Ю. Г. Світлий, к.т.н.,
Г. П. Маценко, к.г.-м.н., А. Ю. Дріженко, д.т.н., Б. С. Панов, д.т.н. — по 70-100 статей.
Інші статті: В. В. Ададуров, к.т.н.; В. І. Альохін, к.г.-м.н.; О. І. Амоша, член-кореспондент НАН України, д.е.н.; Ю. Д. Аріненков, к.т.н.; В. Є. Бахрушин, д.ф-м.н, С. Л. Букін к.т.н.; М. Г. Винниченко, к.т.н.; І. Г. Ворхлик, к.т.н.; Ю. К. Гаркушин, к.т.н.; П. П. Голембієвський, к.т.н.; Ю. М. Зубкова, к.х.н.; Д. В. Дорохов, к.т.н.; А. Т. Єлішевич, д.т.н.; В.Іващенко, к.т.н.; М. О. Ілляшов, д.т.н.; З. М. Іохельсон, к.т.н.; А. С. Кірнарський, д.т.н.; В. П. Колосюк, д.т.н.; А. І. Костоманов, к.т.н.; Б. І. Кошовський, к.т.н.; Ф. К. Красуцький, к.т.н.; А.Кхелуфі, к.т.н.; В. І. Ляшенко, к.е.н.; А. С. Макаров, д.т.н.; І. Г. Манець, к.т.н.; В. М. Маценко, к.т.н.; В. В. Мирний, к.т.н.; Л. В. Михалевич, інж.; В. С. Момот, інж.; Ю. Л. Носенко, к.ф.-м.н.; Ю. Б. Панов, к.г.н.; Ю. Л. Папушин, к.т.н.; О. С. Підтикалов, к.т.н.; С. Д. Пожидаєв, к.г.-м.н.; Ю. А. Полєтаєв, к.т.н.; О. Г. Редзіо, к.т.н.; В. М. Самилін, к.т.н.; К. Ф. Сапіцький, д.т.н.; Є. В. Саранчук, к.т.н.; П. П. Свенцицький, інж. В. І. Сивохін, к.т.н.; Є. М. Сноведський, к.т.н.; В. В. Суміна, інж.; Л. А. Федотова, інж; Т. Г. Шендрик, д.х.н.; А. Ю. Якушевський, к.т.н.

### Рецензенти
- Й. О. Опейда — д.х.н., професор, заступник директора Інституту фізико-органічної хімії і вуглехімії ім. Л. М. Литвиненка Національної академії наук України;
- Г. В. Губін — д.т.н., професор, завідувач кафедри «Збагачення корисних копалин» Криворізького національного університету, академік Академії гірничих наук України;
- І. Ф. Ярембаш — д.т.н., професор кафедри розробки родовищ корисних копалин Донецького національного технічного університету.

## Другий том
Рік видання — 2002. 632 с. формату А4. 8 кольоворових сторінок-вставок (А4).
2-й том — 5000 термінів та терміносполучень на літери від «Л» до «Я»

### Редакційна колегія
В. С. Білецький, д.т.н. (голова редакційної колегії, автор ідеї та керівник проєкту);
В. С. Бойко, д.т.н.(нафта та газ); О. А. Золотко, к.т.н. (збагачення корисних копалин);
В. І. Саранчук, д.т.н.; К. Ф. Сапицький, д.т.н.; Б. С. Панов, д.г.-м.н.; В. В. Мирний, к.т.н.;
В. Н. Амітан, д.е.н., А. Ю. Дриженко, д.т.н.; А. П. Загнітко, д.філол.н.; О. В. Колоколов, д.т.н.

### Авторський колектив
В. С. Білецький, д.т.н. — понад 60 % статей; В. С. Бойко, д.т.н. — бл. 20 % статей; О. А. Золотко, к.т.н. — бл. 300 статей; В. І. Саранчук, д.т.н., В. Г. Суярко, д.г.-м.н., В. В. Мирний, к.т.н., Ю. Г. Світлий, к.т.н.,
Г. П. Маценко, к.г.-м.н., А. Ю. Дриженко, д.т.н., Б. С. Панов, д.т.н. — по 70-100 статей.
Інші статті: В. В. Ададуров, к.т.н.; О. І. Амоша, член-кореспондент НАН України, д.е.н.; М. М. Бережний, д.т.н.; С. Л. Букін к.т.н.; М. Г. Винниченко, к.т.н.; І. Г. Ворхлик, к.т.н.; П. П. Голембієвський, к.т.н.; В. М. Загнітко, д.г-м.н.; Ю. М. Зубкова, к.х.н.; Д. В. Дорохов, к.т.н.; В.Іващенко, к.т.н.; М. О. Ілляшов, д.т.н.; З. М. Іохельсон, к.т.н.; А. С. Кірнарський, д.т.н.; В. П. Колосюк, д.т.н.; А. І. Костоманов, к.т.н.; В. В. Кочетов, інж.; Б. І. Кошовський, к.т.н.; Ф. К. Красуцький, к.т.н.; В. І. Ляшенко, к.е.н.; А. С. Макаров, д.т.н.; І. Г. Манець, к.т.н.; В. М. Маценко, к.т.н.; Л. В. Михалевич, інж.; С. В. Момот, інж.; М. Д. Мухопад, к.т.н.; Ю. Л. Носенко, к.ф.-м.н.; В. І. Павлишин, Ю. Л. Папушин, к.т.н.; О. С. Підтикалов, к.т.н.; В. Ф. Пожидаєв, д.т.н.; Ю. А. Полєтаєв, к.т.н.; О. Г. Редзіо, к.т.н.; В. М. Самилін, к.т.н.; А. І. Самойлов, к.т.н.; К. Ф. Сапицький, д.т.н.; Є. В. Саранчук, к.т.н.; П. В. Сергєєв, к.т.н.; В. І. Сивохін, к.т.н.; В. Б. Скаженик, к.т.н.; Є. М. Сноведський, к.т.н.; В. В. Суміна, інж.; Т. Г. Шендрик, д.х.н.; А. Ю. Якушевський, к.т.н.

### Рецензенти
Й. О. Опейда, д.х.н., професор, заступник директора Інституту фізико-органічної хімії і вуглехімії ім. Л. М. Литвиненка НАН України;
Г. В. Губін, д.т.н., професор, завідувач кафедри «Збагачення корисних копалин» Криворізького державного технічного університету, академік Академії гірничих наук України;
Р. С. Яремійчук, д.т.н., професор Івано-Франківського національного університету нафти та газу.

## Третій том
Рік видання — 2004. 752 с. формату А4. 8 кольоворових сторінок-вставок (А4).
Третій том «Гірничого енциклопедичного словника» (ГЕС) містить бл. 1200 статей — описів материків, океанів як об'єктів гірничої науки та практики, країн з найрозвиненішою гірничою промисловістю (включно з видобутком твердих, рідких і газоподібних корисних копалин), а також інформацію про основні басейни, родовища корисних копалин, описи територій, дані про виробничі одиниці, дослідницькі та навчальні заклади. Більшу частину обсягу тому займають описи країн та об'єктів гірництва в Україні. Дані про зарубіжні басейни, родовища корисних копалин, провідні підприємства в галузі видобування корисних копалин, гірничого машинобудування подані коротко. У подальших періодичних виданнях-доповненнях до ГЕС та похідних виданнях цей банк даних буде доповнюватися і вдосконалюватися.

### Редакційна колегія
В. С. Білецький, д.т.н. (голова редакційної колегії, автор ідеї та керівник проєкту);
В. С. Бойко, д.т.н., О. А. Золотко, к.т.н., В. І. Саранчук, д.т.н., д.т.н., Б. С. Панов, д.г.-м.н.; В. В. Мирний, к.т.н., В. Н. Амітан, д.е.н., А. Ю. Дриженко, д.т.н.; А. П. Загнітко, д.філол.н.

### Основний авторський колектив 3-го тому
В. С. Білецький, д.т.н. (всі розділи), Ф. К. Красуцький, к.т.н. (вугільновидобувні шахти), О. А. Золотко, к.т.н. (вуглезбагачувальні фабрики), Б. С. Панов, д.г.-м.н. (матеріали закордонних геологічних служб), В. О. Гнєушев, к.т.н. (торф), В. Г. Суярко, д.г.-м.н. (гідрогеологія), А. Ю. Дриженко, д.т.н. та Т. А. Олійник (чорні метали), І. В. Волобаєв, к.т.н. (золото).

### Окремі статті і матеріали
В. С. Бойко, д.т.н.; В. І. Саранчук, д.т.н.; Л. С. Галецький, д.г.-м.н.; В. В. Мирний, к.т.н.; Ю. Г. Світлий, к.т.н.; В. І. Павлишин, д.г.-м.н.; В. М. Загнітко, д.г.-м.н.; І. Г. Манець, к.т.н.; О. Г. Редзіо, к.т.н.; Т. Г. Шендрик, д.х.н.; А. Б. Ртищев, к.т.н.; Ю. Г. Світлий, к.т.н.; А. І. Хохотва; Л. М. Болонова, к.м.н.; Є.Кіцкі, PhD; Юзеф Дубінський, PhD; О. Г. Редзіо, к.т.н.; О. С. Шульга; Ю. О. Пшеничний; І. Я. Сова; Л. Г. Шпильовий; А. Г. Тарадайко; А. Л. Вайнштейн; Б. І. Баскаков; В. П. Заволодько; А. З. Астрахань; О. О. Кущ; В. М. Ткачов; Ю. А. Польченко; А. Ф. Булат; С. І. Луньов; В. М. Антонов; Е.Дубов; А. Г. Лаптєв; Р. З. Уманський; В. Г. Курносов; В. В. Пудак; В. М. Антонов.

### Рецензенти
- Й. О. Опейда, д.х.н., професор, заступник директора Інституту фізико-органічної хімії і вуглехімії ім. Л. М. Литвиненка НАН України;
- Г. В. Губін, д.т.н., професор, завідувач кафедри «Збагачення корисних копалин» Криворізького державного технічного університету, академік Академії гірничих наук України;
- Р. С. Яремійчук, д.т.н., професор Івано-Франківського національного університету нафти та газу.

## Додаткова інформація
- Електронна версія т.1 і т.3
- Том 2
- Том 3. Повний текст [Архівовано 24 лютого 2020 у Wayback Machine.] Гірничий енциклопедичний словник. Том 3. 2004 р.

## Інтернет-ресурси
- Гірничий енциклопедичний словник на порталі «Словари и энциклопедии на Академике» [Архівовано 5 березня 2016 у Wayback Machine.] (скорочено)